# Elisa Pereira Reis
Elisa Maria da Conceição Pereira Reis (Araxá, MG, 14 de maio de 1946) é uma cientista política, pesquisadora brasileira, titular da Academia Brasileira de Ciências na área de Ciências Sociais desde 14 de junho de 2000.
Foi condecorada na Ordem Nacional do Mérito Científico.
Formada em sociologia e política pela Universidade Federal de Minas Gerais e com doutorado em ciência política pelo Instituto de Tecnologia de Massachussets, Elisa é professora titular da Universidade Federal do Rio de Janeiro.
Fez ao longo dos anos, parcerias de pesquisa com colegas europeus, incluindo o sociólogo holandês Abram de Swaan, professor emérito da Universidade de Amsterdã, onde estudaram sobre o Brasil, Filipinas, África do Sul, Bangladesh e o Haiti, com resultados publicados no livro "Elite Perceptions of Poverty and Inequality" 